# Nocticanace marshallensis
Nocticanace marshallensis är en tvåvingeart som beskrevs av Wirth 1951. Nocticanace marshallensis ingår i släktet Nocticanace och familjen Canacidae. Inga underarter finns listade i Catalogue of Life.